# Ath
Ath (neerlandeză Aat, valonă Ate, dialectul picard: Ât) este un oraș francofon din regiunea Valonia din Belgia. Comuna Ath este formată din localitățile Ath, Arbre, Bouvignies, Ghislenghien, Gibecq, Houtaing, Irchonwelz, Isières, Lanquesaint, Ligne, Maffle, Mainvault, Meslin-l'Évêque, Moulbaix, Ormeignies, Ostiches, Rebaix, Villers-Notre-Dame și Villers-Saint-Amand. Suprafața sa totală este de 126,95 km². La 1 ianuarie 2008 comuna avea o populație totală de 27.586 locuitori.
Comuna Ath se învecinează cu comunele Beloeil, Brugelette, Chièvres, Ellezelles, Frasnes-lez-Anvaing, Lessines, Leuze-en-Hainaut și Silly.
1. ↑  GeoNames, accesat în 16 noiembrie 2022